# Discografia degli LMFAO
In questa voce è riportata la discografia del duo musicale LMFAO.

## Album in studio
| Titolo                  | Dettagli                                                                                                 | Posizione massima | Posizione massima | Posizione massima | Posizione massima | Posizione massima | Posizione massima | Posizione massima | Posizione massima | Posizione massima | Posizione massima | Vendite       | Certificazioni                                   |
| Titolo                  | Dettagli                                                                                                 | US                | AUS               | CAN               | FRA               | GER               | IRE               | NLD               | NZ                | SWI               | UK                | Vendite       | Certificazioni                                   |
| ----------------------- | --- | ----------------- | ----------------- | ----------------- | ----------------- | ----------------- | ----------------- | ----------------- | ----------------- | ----------------- | ----------------- | ------------- | ------------------------------------------------ |
| Party Rock              | - Data di pubblicazione: 7 luglio 2009 - Etichetta: Interscope Records - Formati: CD, Download digitale  | 33                | —                 | —                 | —                 | —                 | —                 | —                 | —                 | —                 | —                 | - US: 210,000 | - CAN: Gold                                      |
| Sorry for Party Rocking | - Data di pubblicazione: 21 giugno 2011 - Etichetta: Interscope Records - Formati: CD, Download digitale | 5                 | 2                 | 2                 | 8                 | 19                | 11                | 40                | 2                 | 13                | 8                 | - US: 805,000 | - US: Gold - AUS: 4× Platinum - CAN: 2× Platinum |

## Singoli
| Singoli                                               | Anno | Posizione massima | Posizione massima | Posizione massima | Posizione massima | Posizione massima | Posizione massima | Posizione massima | Posizione massima | Posizione massima | Posizione massima | Certificazioni                                                                                                | Album                   |
| Singoli                                               | Anno | US                | AUS               | CAN               | FRA               | GER               | IRE               | NLD               | NZ                | SWI               | UK                | Certificazioni                                                                                                | Album                   |
| ----------------------------------------------------- | ---- | ----------------- | ----------------- | ----------------- | ----------------- | ----------------- | ----------------- | ----------------- | ----------------- | ----------------- | ----------------- | --- | ----------------------- |
| I'm in Miami Bitch                                    | 2009 | 51                | 27                | 37                | —                 | —                 | —                 | —                 | —                 | —                 | 86                | - AUS: Gold - CAN: Platinum                                                                                   | Party Rock              |
| La La La                                              | 2009 | 55                | —                 | —                 | —                 | —                 | —                 | —                 | —                 | —                 | 144               | | Party Rock              |
| Shots (feat. Lil Jon)                                 | 2009 | 68                | 74                | 53                | —                 | —                 | —                 | —                 | —                 | —                 | 82                | - CAN: Platinum                                                                                               | Party Rock              |
| Yes                                                   | 2009 | —                 | —                 | 68                | —                 | —                 | —                 | —                 | —                 | —                 | —                 | - CAN: Gold                                                                                                   | Party Rock              |
| Party Rock Anthem (feat. Lauren Bennett and GoonRock) | 2011 | 1                 | 1                 | 1                 | 1                 | 1                 | 1                 | 9                 | 1                 | 1                 | 1                 | - US: 3× Platinum - AUS: 11× Platinum - CAN: 6× Platinum - GER: Platinum - NZ: 4× Platinum - SWI: 2× Platinum | Sorry for Party Rocking |
| Champagne Showers (feat. Natalia Kills)               | 2011 | —                 | 9                 | 53                | 12                | 41                | 15                | —                 | 8                 | 56                | 32                | - AUS: 2× Platinum - CAN: Gold                                                                                | Sorry for Party Rocking |
| Sexy and I Know It                                    | 2011 | 1                 | 1                 | 1                 | 3                 | 8                 | 4                 | 8                 | 1                 | 7                 | 5                 | - AUS: 7× Platinum - CAN: 2× Platinum - GER: Gold - NZ: 2× Platinum - SWI: Gold                               | Sorry for Party Rocking |
| Sorry for Party Rocking                               | 2011 | 49                | 32                | 37                | —                 | —                 | —                 | —                 | 27                | —                 | —                 | - AUS: Gold                                                                                                   | Sorry for Party Rocking |

### Singoli promozionali
| Titolo    | Anno | Posizione massima | Album                   |
| Titolo    | Anno | UK                | Album                   |
| --------- | ---- | ----------------- | ----------------------- |
| Get Crazy | 2009 | —                 | Party Rock              |
| One Day   | 2011 | 104               | Sorry for Party Rocking |

## Extended play
| Titolo     | Dettagli                                              | Etichetta          |
| Party Rock | - Data di pubblicazione: 1º luglio 2008 - Formati: CD | Interscope Records |

## Remix
- 2007 - Fergie - Clumsy
- 2008 - Kanye West - Love Lockdown
- 2008 - Agnes - Release Me
- 2008 - David Rush - Shooting Star
- 2009 - Kanye West - Paranoid
- 2009 - Lady Gaga - LoveGame
- 2009 - The Black Eyed Peas - Boom Boom Pow
- 2009 - Space Cowboy - Falling Down
- 2012 - Madonna - Give Me All Your Luvin'

## Collaborazioni
- 2008 - Hyper Crush - This Is My Life (feat. LMFAO)
- 2009 - The Crystal Method - Sine Language (feat. LMFAO)
- 2010 - Lil Jon - Outta Your Mind (feat. LMFAO)
- 2010 - Dirt Nasty - I Can't Dance (feat. LMFAO)
- 2010 - David Guetta - Gettin' Over You (feat. Chris Willis, Fergie & LMFAO)
- 2010 - Clinton Sparks - Sucks to Be You (feat. JoJo & LMFAO)
- 2011 - Lil Jon - Drink (feat. LMFAO)
- 2012 - Steve Aoki - Livin' My Love (feat. LMFAO & NERVO)

## Video musicali
- 2009 - I'm in Miami Trick
- 2009 - La La La
- 2009 - Shots
- 2009 - Yes
- 2011 - Party Rock Anthem
- 2011 - Champagne Showers
- 2011 - Sexy and I Know It
- 2011 - One Day
- 2012 - Sorry for Party Rocking